# Задохин, Александр Валентинович
Александр Валентинович Задохин (род. 14 марта 1959, Москва) — советский и российский театральный актёр и звукорежиссёр, заслуженный артист России (2006).

## Биография
Александр Задохин родился 14 марта 1959 года в Востряково (с 1960 года в составе Москвы). Ещё в детстве познакомился с Виктором Авиловым и Сергеем Беляковичем. После 5-го класса школы семья переехала в московский район Измайлово. Участвовал в самодеятельности. После окончания школы в 1977 году служил в Советской армии. В 1979 году поступил в Московский институт радиоэлектроники и автоматики (МИРЭА), который окончил в 1987 году.
С 1980 года начал играть в московском театре на Юго-Западе. Кроме актёрской работы выступает также в роли звукорежиссёра.

## Семья
- Первая жена — актриса Ольга Авилова-Задохина (1958—1990), сестра актёра Виктора Авилова.
- Вторая жена — Нина.

- Дочь — Ольга.
- Дочь — Екатерина.

## Награды
- Заслуженный артист России.

## Работы в театре

### Театр на Юго-Западе

#### Актёр
- «Мастер и Маргарита» — Иешуа
- «Ромео и Джульетта» — Тибальт
- «Макбет» — Ведьма
- «Ревизор» (возобновление 1999 г.) — Гибнер
- «На дне» — Кривой зоб
- «Чайка» — Треплев
- «Сон в летнюю ночь» — Фавн
- «Мольер» — Филибер де Круази
- «Гамлет» — Гильденстерн
- «Собаки» — Чёрный, Головастый
- «Игроки» — Глов-младший
- «J. Gay - пера. ру» — бандит
- «Трактирщица» — Фабрицио
- «Мандрагора» — Каллимако
- «Дракон» (1-я версия) — Миллер
- «Конкурс» — Володя
- «Птидепе» — Калоус
- «Дураки» — почтальон

#### Звукорежиссёр
- «Чайка»
- «Самоубийца»
- «Вечер с бабуином»
- «Встреча с песней»
- «Даёшь Шекспира!»
- «Слишком женатый таксист»
- «Сон в летнюю ночь»
- «Укрощение строптивой»
- «Царь Эдип»

## Фильмография
1. 1993 — Тайна королевы Анны, или Мушкетёры тридцать лет спустя — полковник Монка
2. 2001 — Школа Этуалей — скрипач